# دانيال أوروزكو ألفاريز
دانيال أوروزكو ألفاريز (بالإسبانية: Daniel Orozco)‏ (19 فبراير 1987 في إسبانيا - ) هو لاعب كرة قدم إسباني في مركز الدفاع. لعب مع نادي أستيراس تريبوليس ونادي مالقا وUD Fuengirola Los Boliches ‏ وPápai FC ‏ وAtlético Malagueño ‏ وUnión Estepona CF ‏.

## وصلات خارجية
- دانيال أوروزكو ألفاريز على موقع Soccerway.com (الإنجليزية)